# Acronychia pauciflora
Acronychia pauciflora är en vinruteväxtart som beskrevs av Cyril Tenison White. Acronychia pauciflora ingår i släktet Acronychia och familjen vinruteväxter. Inga underarter finns listade i Catalogue of Life.